# 岩淵功
岩淵 功（いわぶち いさお、1933年11月17日 - 2003年4月16日）は、栃木県出身のサッカー選手。ポジションはFW。娘婿は元プロ野球選手の吉村禎章。

## 経歴
栃木県立宇都宮高等学校3年次の1950年には小沢通宏と共に全国高等学校蹴球選手権大会（全国高等学校サッカー選手権大会の前身）で優勝。卒業後には慶應義塾大学文学部に進学し体育会ソッカー部に入部。慶應BRB（現役、OBの混成チーム）の一員として1954年、1956年の全日本サッカー選手権大会 （天皇杯全日本サッカー選手権大会の前身）優勝に貢献した。
大学卒業後は東京トヨタ自動車に入社したが、勤務先でサッカー部活動を行ったかは不明。
また1955年に松永碩、加納孝らと共に東京クラブに加入。同年の第1回都市対抗選手権優勝、翌1956年も大会連覇に貢献した。
日本代表としても1955年1月のビルマ遠征で代表デビューを飾り、翌1956年6月3日に行われたメルボルンオリンピック予選、対韓国戦では77分に2点目の得点を決めるなど、予選突破に貢献。同年11月27日に行われた本大会のオーストラリア戦にもスタメン出場を果たした。その後も1958年アジア競技大会に出場するなど国際Aマッチ6試合に出場し、2得点を記録した。
2003年4月16日、癌性腹膜炎により死去した。

## 所属クラブ
- 栃木県立宇都宮高等学校
- 慶應義塾大学/慶應BRB
- 東京クラブ

## 代表歴

### 出場大会
- 1956 メルボルンオリンピック
- 1958 アジア競技大会

### 試合数
- 国際Aマッチ 6試合 2得点(1955-1958)

| 日本代表 | 国際Aマッチ | 国際Aマッチ | その他 | その他 | 期間通算 | 期間通算 |
| 年       | 出場        | 得点        | 出場   | 得点   | 出場     | 得点     |
| -------- | ----------- | ----------- | ------ | ------ | -------- | -------- |
| 1955     | 3           | 1           | 3      | 1      | 6        | 2        |
| 1956     | 3           | 1           | 2      | 2      | 5        | 3        |
| 1957     | 0           | 0           | 6      | 4      | 6        | 4        |
| 1958     | 2           | 0           | 0      | 0      | 2        | 0        |
| 通算     | 8           | 2           | 11     | 7      | 19       | 9        |

### 出場
| No. | 開催日         | 開催都市   | スタジアム                 | 対戦相手       | 結果       | 監督     | 大会             |
| --- | -------------- | ---------- | -------------------------- | -------------- | ---------- | -------- | ---------------- |
| 1.  | 1955年01月05日 | ラングーン |                            | ビルマ         | ●0-3       | 竹腰重丸 | 国際親善試合     |
| 2.  | 1955年01月08日 | ラングーン |                            | ビルマ         | △1-1       | 竹腰重丸 | 国際親善試合     |
| 3.  | 1955年01月11日 | ラングーン |                            | ビルマ         | ○1-0       | 竹腰重丸 | 国際親善試合     |
| 4.  | 1956年06月03日 | 東京都     | 後楽園競輪場               | 韓国           | ○2-0       | 竹腰重丸 | オリンピック予選 |
| 5.  | 1956年06月10日 | 東京都     | 後楽園競輪場               | 韓国           | ●0-2(延長) | 竹腰重丸 | オリンピック予選 |
| 6.  | 1956年11月27日 | メルボルン |                            | オーストラリア | ●0-2       | 竹腰重丸 | オリンピック     |
| 7.  | 1958年05月26日 | 東京都     | 東京蹴球場                 | フィリピン     | ●0-1       | 川本泰三 | アジア大会       |
| 8.  | 1958年05月28日 | 東京都     | 国立霞ヶ丘競技場陸上競技場 | 香港           | ●0-2       | 川本泰三 | アジア大会       |

### 得点数
| # | 年月日        | 開催地             | 対戦国         | スコア | 結果 | 試合概要           |
| - | ------------- | ------------------ | -------------- | ------ | ---- | ------------------ |
| 1 | 1955年1月11日 | ビルマ、ラングーン | ビルマ体協選抜 | 1-0    | 勝利 | 親善試合           |
| 2 | 1956年6月3日  | 日本、東京         | 韓国           | 2-0    | 勝利 | メルボルン五輪予選 |